# Kasselberg

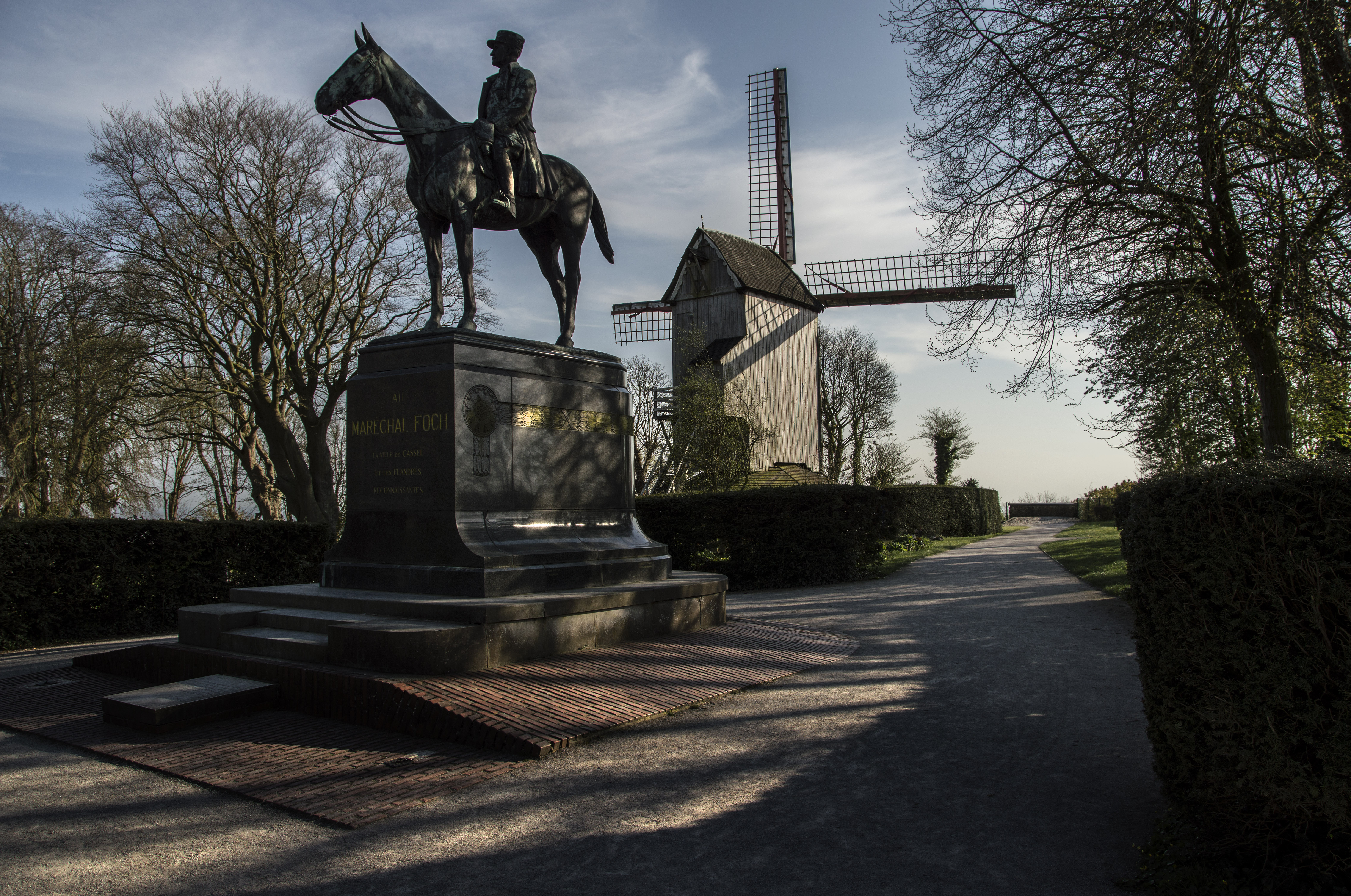
De Kasselberg, het monument voor Foch en de molen.

De Kasselberg (Frans: Mont Cassel) is een getuigenheuvel in de Franse Westhoek, in het Franse Noorderdepartement. De heuvel is met 176 meter de hoogste van de Westhoek. Op de top van de heuvel ligt de stad Kassel.
De Kasselberg is een onderdeel van de zogenaamde centrale heuvelkam in de West-Vlaamse Heuvels, deze bestaat daarnaast uit de Watenberg, Wouwenberg, Katsberg, Boeschepeberg, Kokereelberg, Zwarteberg, Vidaigneberg, Baneberg, Rodeberg, Sulferberg, Goeberg, Scherpenberg, Monteberg, Kemmelberg en Letteberg. Ten zuiden van deze heuvelkam bevindt zich het stroomgebied van de Leie, ten noorden van deze heuvelkam het stroomgebied van de IJzer.

## Geschiedenis
Omdat de Kasselberg omwille van zijn strategische ligging in het verleden het strijdtoneel is geweest van drie voor het Graafschap Vlaanderen zowel staatkundig (politiek) als taalkundig historische veldslagen, wordt de heuvel in Vlaams-nationalistische kringen ook wel eens de "Heilige Berg van Vlaanderen" genoemd.
- De Slag bij Kassel (1071) tussen Robrecht I van Vlaanderen en een Franse alliantie onder leiding van Arnulf III de Ongelukkige om de titel van graaf van Vlaanderen mondde uit in een overwinning van Vlaamse graaf Robrecht. Die liet in 1072 de Sint-Pieterskerk bouwen op de Terrasse du Château (het platform boven op de Kasselberg) om zijn overwinning op de Franse koning te vieren die hij het jaar voordien op de naamdag van Sint-Pieter had behaald. Robrecht werd in 1093 in een crypte onder de kerk begraven. In 1787 begon men met de afbraak van de kerk. Tijdens de Franse Revolutie werden zijn asresten opgegraven en in een goot gegooid.
- De Slag bij Kassel (1328) tussen het zgn. Vlaamse 'Kerelsleger' onder leiding van Nicolaas Zannekin en het Franse leger onder koning Filips VI mondde uit in een verpletterende nederlaag voor de rebelse Vlamingen.
- Tijdens de Slag bij Kassel (1677) tussen Lodewijk XIV en de Republiek der Zeven Verenigde Nederlanden werd de burcht een tweede maal verwoest. In de daaropvolgende Vrede van Nijmegen werd Zee-Vlaanderen, voortaan de Franse Westhoek geheten, definitief ingelijfd bij Frankrijk.

In 928 werd de burcht op de top van de berg vernietigd door Noormannen. 
Een gedenkteken dat herinnert aan de veldslagen staat op de Kasselberg (centrum van Kassel), tezamen met een standbeeld van maarschalk Generaal Foch die hier, tijdens de Eerste Wereldoorlog, tijdelijk (1914-1915) zijn hoofdkwartier had. Vanaf het terras van het kasteel gaf hij leiding aan de Eerste Slag om Ieper en de Slag om de IJzer.

## Wielrennen
De helling is meermaals opgenomen geweest in de wielerklassieker Gent-Wevelgem en bestaat uit kasseien. In 1957 werd ze in Gent-Wevelgem tweemaal beklommen, in 1993 al driemaal en in 1994 en 1995 zelfs viermaal. Sinds de editie van 2012 wordt de Kasselberg tweemaal beklommen, de laatste edities wordt Frans-Vlaanderen niet meer aangedaan door deze klassieker.
In 2025 wordt de helling tweemaal opgenomen in de Ronde van Frankrijk, ze is dan onderdeel van de eerste etappe en van de derde etappe. In de eerste etappe was de Fransman Benjamin Thomas als eerste boven.
De helling wordt ook opgenomen in de Vierdaagse van Duinkerken.